# أديب الدسوقي
أديب عبد الرحمن الدسوقي، (مواليد مدينة يافا عام 1914). هو ملاكم ومدرب فلسطيني، بطل فلسطين (حصل على بطولة فلسطين عام 1935) والشرق الأوسط في الملاكمة في منتصف القرن العشرين. بدأ مشواره الرياضي في النادي الرياضي الإسلامي في يافا (تأسس عام 1926) وكان مدربه الدكتور حقي مازين مشرف الملاكمة لهذا النادي. وكان والده (عبد الرحمن الدسوقي) من لاعبي مصارعة (التبان العربي) وهي لعبة كانت شائعة في فلسطين في العهد العثماني.
يعتبر اديب الدسوقي من ابرز رواد رياضة الملاكمة اذ كان له دور كبير في نشر لعبة الملاكمة في فلسطين خاصة والوطن العربي عامة ومنها الكويت الاردن وغيرها من الدول العربية، ونتيجة للانتصارات الرياضية التي شهدتها حلبات المصارعة لُقّب الدسوقي ب«بطل الشرق الأوسط».
اجرى الدسوقي العديد من المبارات مع ابطال فلسطين في الملاكمة في صالة سينما الحمراء وملعب كلية الفرير في يافا.
تم اعتقاله أثناء ثورة 1936 هو وأبيه وأخيه في معسكر صرفند قرب يافا.

## بداياته

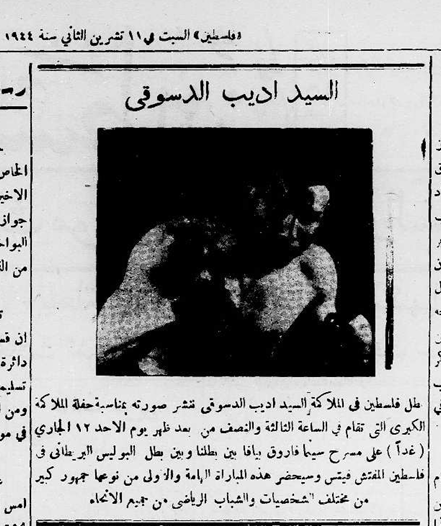
السيد أديب الدسوقي، بطل فلسطين في الملاكمة، يدعو الناس لحضور حفل ملاكمة، يعقد بتاريخ 12-11-1944. الخبر منشور على صحيفة فلسطين بتاريخ 11-11-1944.

كانت بدايات اديب الدسوفي الرياضية في يافا خلال سنوات الاربعينات حيث اسس ناديًا رياضًا يحمل اسم النادي الاولمبي، كما درّب اللاعبين في النادي الإسلامي بيافا.
وكان يتولى تدريب الشباب الرياضي على مهارات واصول اللعب حسب المواصفات العالمية وكان من نتيجتها ان تخرج الكثير من الملاكمين الهواة والمحترفين على يديه، وبعد عام 1948 انتقل إلى الإقامة الدائمة في عمان حيث بدأ مشواره من جديد واعاد تشكيل ناديه

## من انجازاته
- حصل الدسوقي على بطولة فلسطين في عام 1935.[2]
- في أيلول 1937 تبارى مع بطل سوريا ولبنان مصطفى الأرناؤوط على مسرح مدرسة الفرير.[2]
- في كانون الثاني 1938 تبارى مع مصطفى الأرناؤوط في بيروت وكانت النتيجة التعادل.[2]
- في عام 1938 تقدم الدسوقي للمنافسة على بطولة مصر في الملاكمة في الوزن الثقيل.[2]
- في شباط 1942 جرت على مسرح سينما أديسون في القدس مبارزة بينه وبين بطل الشرق الأدنى ماردوس بوكرشيان.[2]
- في كانون الأول 1943 سافر أديب الدسوقي إلى مصر وتبارى مع بطل مصر عبده كبريت.[2]
- في أيار 1944 تبارى الدسوقي مع أحد ملاكمي نادي مختار الرياضي بالقاهرة وكانت النتيجة التعادل.[2]
- وفي آب 1945 تبارى مع البطل العالمي مختار حسين[2]
- في كانون الأول عام 1946 تبارى الدسوقي مع عبده كبريت (الذي كان يلقب بصخرة مصر السمراء) ونافسه على بطولة مصر في الوزن الثقيل ففاز عليه في مصر بالنقاط.[2]
- لعب آخر مرة في العام 1949 مع بطل مصر في ذلك الوقت في الإسكندرية يوم 15 أيار 1949 على لقب بطولة الشرق الأوسط.[2]